# Morpho demerarae
Morpho demerarae är en fjärilsart som beskrevs av William James Kaye 1919. Morpho demerarae ingår i släktet Morpho och familjen praktfjärilar. Inga underarter finns listade i Catalogue of Life.